# Relações entre Jordânia e Portugal
As relações diplomáticas entre a República Portuguesa e o Reino Hachemita da Jordânia remontam a julho de 1972, mês em que a primeira missão diplomática portuguesa é acreditada na Jordânia. Desde então as relações entre os dois países mantêm-se cordiais, verificando-se a assinatura de múltiplos acordos bilaterais e registando-se diversas visitas de estado e oficiais por parte dos governantes dos dois países.

## História
As relações diplomáticas entre Portugal e a Jordânia são estabelecidas em julho de 1972, sendo que no dia 5 desse mês, o Embaixador de Portugal em Beirute, Augusto Henrique Coelho Lopes, apresenta credenciais como Embaixador não residente na Jordânia, tornando-se no primeiro representante diplomático português acreditado junto do Reino da Jordânia.
As relações entre os dois países mantêm-se estáveis, tendo-se intensificado no final da primeira década do século XXI, período em que se verificou a assinatura de diversos acordos bilaterais, bem como a realização de diversas visitas oficiais por parte dos governantes dos dois países, destacando-se a Visita de Estado do Presidente da República Portuguesa, Aníbal Cavaco Silva, à Jordânia, em fevereiro de 2008, retribuída em março do ano seguinte, quando os reis da Jordânia realizam uma visita oficial a Portugal.

## Acordos Bilaterais
Verifica-se a assinatura de diversos acordos entre as duas nações incluindo:
- Acordo Comercial e Económico e de Cooperação Técnica, a 13 de maio de 1980
- Acordo de Turismo, a 13 de maio de 1980
- Acordo sobre Cooperação Económica, a 17 de fevereiro de 2008
- Acordo de Cooperação no Domínio do Turismo, a 17 de fevereiro de 2008
- Acordo de Cooperação nas Áreas da Educação, Ciência, Tecnologia e Ensino Superior, Cultura, Juventude, Desporto e Comunicação Social, a 16 de março de 2009
- Memorando de entendimento sobre Consultas Políticas, a 16 de março de 2009
- Acordo sobre a Promoção e a Proteção Recíproca de Investimentos, a 17 de março de 2009

## Visitas de Estado e Oficiais
Registam-se diversas Visitas de Estado e Oficiais por parte dos governantes dos dois países incluindo as seguintes: 

### Visita de governantes portugueses à Jordânia
- 21 de agosto de 2006, Luís Amado, Ministro de Estado e dos Negócios Estrangeiros
- 16 a 18 de fevereiro de 2008, Aníbal Cavaco Silva, Presidente da República Portuguesa
- 14 de maio de 2009, Luís Amado, Ministro de Estado e dos Negócios Estrangeiros
- 27 de fevereiro de 2011, Luís Amado, Ministro de Estado e dos Negócios Estrangeiros

### Visita de governantes jordanos a Portugal
- 16 de março de 2009, Abdullah II, Rei da Jordânia
- 27 de maio de 2021, Ayman Al Safadi, Ministro dos Negócios Estrangeiros

## Relações económicas
As relações económicas entre os dois países têm-se intensificado ao longo das últimas décadas, e no período entre 1995 e 2019, as exportações portuguesas para a Jordânia cresceram a uma taxa anual média de 2.96%, de $22.5M em 1995 para $45.3M em 2019. No mesmo período, as exportações da Jordânia para Portugal cresceram a uma taxa anual média de 6.21%, de $4.1M em 1995 para $17.4M em 2019. Em 2019, a Jordânia foi o 63.º cliente das exportações portuguesas de bens em 2019, com uma quota de 0,1% no total, ocupando a 104.ª posição ao nível das importações (0,01%).
Em 2020, Portugal exportou para a Jordânia $47.1M. Relativamente à estrutura das exportações portuguesas para a Jordânia, destacam-se os Produtos Químicos, Produtos Agrícolas e as Pastas Celulósicas e Papel. Por outro lado, as exportações da Jordânia com destino a Portugal, que perfizeram em 2020 $11.7M, pertencem maioritariamente ao grupo dos Produtos Químicos (98.9% do total).

## Missões diplomáticas
Nenhum dos países dispõe de missões diplomáticas permanentes no território do outro.
A representação de Portugal na Jordânia é assegurada pela Embaixada de Portugal no Cairo, sendo que a Embaixadora Maria Manuela Franco apresentou credenciais a 1 de setembro de 2021, como Embaixadora não residente na Jordânia. Portugal dispõe de 1 Consulado Honorário em Amã, a capital da Jordânia.
A representação da Jordânia em Portugal é assegurada pela Embaixada da Jordânia em Berna. O Embaixador Khalid Al-Kadi apresentou credenciais a 12 de abril de 2021 como Embaixador não residente em Portugal.